# Isla Plana (Túnez)
Isla Plana (en árabe: الجزيرة المنبسطة) es una isla rocosa al norte del país africano de Túnez.
Es una extensión del cabo de Sidi Ali El Mekki, más precisamente a 2,3 millas de la costa. Es una meseta que aumenta hasta ocho metros de altura sobre el nivel del mar y alberga un puesto de la Armada y un faro tunecino de doce metros de altura.